# Arvid von Martens
Arvid Hugo Julius von Martens, född 22 februari 1903 i Helsingfors, död där 28 juni 1993, var en finländsk frälsningsofficer. Han var far till Paul och Peter von Martens.
Efter att ha genomgått Frälsningsarméns kadettskola 1929–1930 studerade von Martens bland annat i Storbritannien, Nederländerna och Tyskland. Han arbetade 1930–1937 inom Frälsningsarmén och 1944–1970 som nattmissionär vid Helsingfors evangelisk-lutherska församlingars diakonicentral. Han grundade 1950 den filantropiska föreningen De nödställdas vänner och ledde den fram till 1972. Han blev känd genom sitt engagemang och arbete till förmån bland annat för de bostadslösa alkoholisterna i huvudstaden. Han hade även flera förtroendeuppdrag, bland annat var han 1954–1972 färgstark ledamot av stadsfullmäktige i Helsingfors för Svenska folkpartiet. Han skrev nio böcker, bland annat memoarböckerna Herren hjälper (1965), Herren leder (1966) och Herrens arm (1972) samt andaktsböcker. I Nya Pressen medarbetade han under pseudonymen Andreas.